# Proxy (klima)
En klimaproxy (fra engelsk proxy, "stedfortræder") er en indirekte klimaindikator, eksempelvis årringe, stalagmitter, iskerner, koraller, sedimenter, pollen eller spor efter menneskelig aktivitet, som historiske optegnelser eller dagbøger. Klimaproxier anvendes til at rekonstruere fortidens klima før der eksisterede instrumentelle optegnelser.